# Beri Jigme Wangyal
Beri Jigme Wangyal (en tibétain : བེ་རི་འཇིགས་མེད་དབང་རྒྱལ།, Wylie : be ri 'jigs med dbang rgyal) né dans la Préfecture autonome tibétaine de Garzê au Tibet en 1966 est un guéshé et un homme politique tibétain, membre du Parlement tibétain en exil de 2004 à 2011.

## Biographie
Beri Jigme Wangyal s'est formé en poésie, grammaire, astrologie, médecine, histoire  tibétaine auprès de son père, Lobsang Donyod. Il a rejoint une université chinoise pour une formation en géographie, sciences politiques et mathématiques. Il a reçu une éducation religieuse de Luchin Guéshé Rinpoché. Il s'est rendu en Inde en 1989 et a rejoint le monastère de Drepung dans le sud de l'Inde. Là, il a pris la direction de la Loseling Printing Press. Il est devenu enseignant à l'école Loseling en 1995, a été professeur invité à l'université de l'Indiana aux États-Unis, en 2003 et a obtenu son diplôme de guéshé en 2004. À partir de 2005, il est éditeur de la biographie du dalaï-lama à l'Institut Norbulingka à Dharamsala. Il a suivi des séminaires de tibétologie à l'université de Bonn en 2006 et à l'université d'Oxford en 2007.
Il est devenu député de la 13e assemblée tibétaine du Parlement tibétain en exil à Dharamsala en 2004 où il a représenté l'école Gelugpa du bouddhisme tibétain, et est réélu à la 14e assemblée tibétaine .
Beri Jigme Wangyal est maître de conférences à l'Institut central des hautes études tibétaines (CIHTS) de Saranath, Varanasi, en Inde, où il dirige également le Centre de littérature tibétaine. Il a publié plus de 31 livres sur la poésie et la littérature tibétaines, l'histoire et la philosophie bouddhiste.
Beri Jigme Wangyal est cité comme historien et auteur de livres sur la résistance tibétaine.
Beri Jigme Wangyal est connu dans les cercles littéraires tibétains pour être le seul poète romantique titulaire d'un diplôme de guéshé.

## Publications
- Beri Jigme Wangyal (ed.) (2007) The history of Dokham Chushi Gangdrug, Volume I. Delhi: Central Dokham Chushi Gangdrug.
- Beri Jigme Wangyal (ed.) (2009) The history of Dokham Chushi Gangdrug's Resistance Fighters, Volume II. Delhi: Central Dokham Chushi Gangdrug.